# Martedì
Martedì è il giorno della settimana tra il lunedì e il mercoledì, dal latino Martis dies "giorno di Marte".

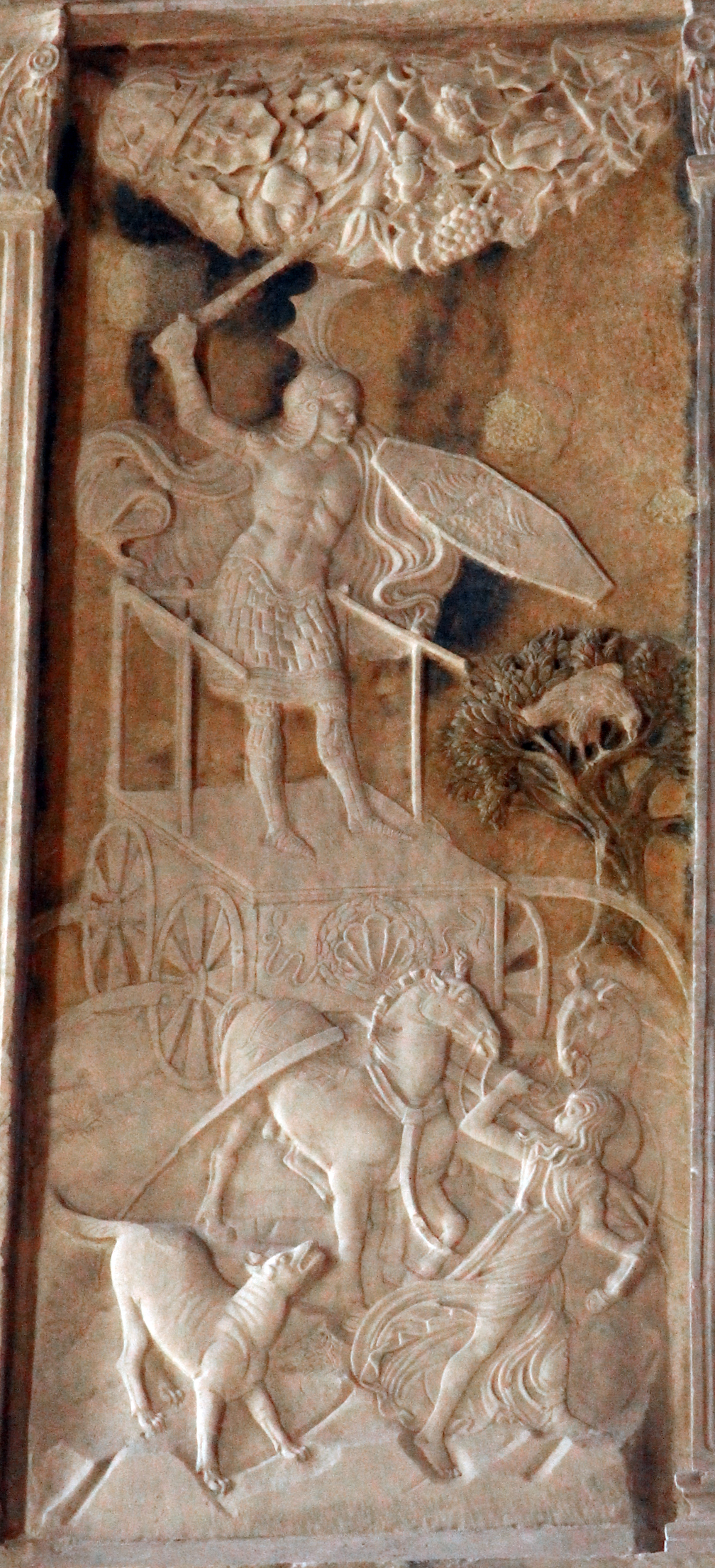
Bassorilievo di Agostino di Duccio nella Cappella dei Pianeti del Tempio Malatestiano, raffigurante Marte, astro governatore del martedì, archetipo del coraggio, della forza e delle contese.

## Il martedì nella cultura e nella tradizione

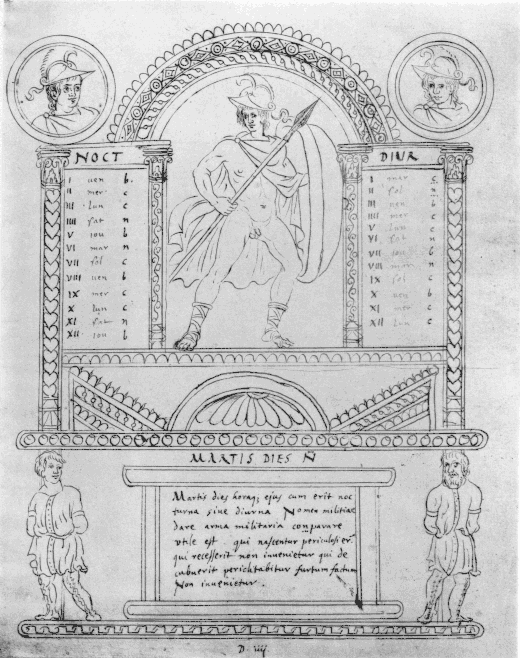
Illustrazione del Martis dies nella cronografia del 354 ad opera di Furio Dionisio Filocalo.

Presso gli antichi Romani il martedì era il giorno più indicato per intraprendere una guerra o compiere un'azione attinente alle armi, all'esercito od una contesa, anche di carattere sportivo. Marte infatti, da cui prende nome il martedì, era il pianeta della rivalità, dei conflitti e dell'inimicizia.
Si trattava quindi un giorno particolarmente turbolento; coloro che nascevano di martedì potevano riceverne danno; ammalarsi in questo giorno avrebbe potuto essere un segno di cattivo presagio.
Ancora oggi la fama del martedì non è particolarmente buona secondo il proverbio «né di venere né di marte ci si sposa né si parte». In Spagna vale il detto «para los desgraciados todos los días son martes», e così pure in Grecia e America Latina si tratta di un giorno che gode di cattiva nomea.
Per l'astrologia sono destinate ad avere successo le azioni di violenza sorte in un contesto di odio, rabbia e risentimento; d'altra parte sono ritenuti favoriti anche lo spirito di lealtà, d'intraprendenza e di eroismo.
Nella Sala delle Arti liberali e dei Pianeti di palazzo Trinci a Foligno, il martedì corrisponde all'infanzia fra le sette età della vita umana, per la sua impulsività, e fra le scienze alla dialettica.

### Nomi in altre lingue
L'inglese Tuesday, così come lo svedese tisdag, il norvegese tirsdag e il tedesco Dienstag, derivano dal nome del dio germanico Týr che venne equiparato, sulla base delle sue funzioni, a Marte nell'interpretazione romana, dio della guerra e della virilità.

### Ricorrenze religiose
Secondo il calendario del rito romano della Chiesa cattolica, l'ultimo giorno di carnevale cade di martedì ed è detto popolarmente martedì grasso.

## Eventi storici
L'espressione Martedì nero indica il 29 ottobre 1929, giorno in cui crollò la borsa valori di New York dando così inizio alla grande depressione.
Martedì 29 maggio 1453 cadde Costantinopoli e tale data è considerata come fine dell'Impero Romano d'Oriente e del Medioevo; da essa deriva la superstizione di martedì come giorno sfortunato.

## Altri usi
Negli Stati Uniti solitamente le elezioni vengono tenute di martedì. In particolare, le elezioni federali avvengono il martedì seguente il primo lunedì del mese di novembre.